# Stalag 331
Stalag 331 – niemiecki obóz jeniecki okresu II wojny światowej.
Wiosną 1941 roku w I Okręgu Wojskowym powołano komendę obozu. Do pełnienia służby wartowniczej skierowano z Pasłęka do Dłutowa 1 batalion strzelców krajowych.
Komenda obozu mieściła się w Jeżach. 
Z polecenia Urzędu Policji Państwowej sekretarz kryminalny oraz dwaj jego podwładni z Pisza, starszy asystent Zühlke i asystent kryminalny Lemke, dokonywali selekcji jeńców. Pierwszą egzekucję na 120 jeńcach wykonano na przełomie sierpnia i września 1941 niedaleko Wincenty. Dokonała jej 1 kompania 13 rezerwowego batalionu policji z Pisza. W październiku rozstrzelano kolejną grupę 51 jeńców. Zorganizowano jeszcze trzecią egzekucję.
W październiku 1941 roku przebywało w obozie około 5000 osób. Jesienią 1941 w Łysym założono filię obozu. W listopadzie w obozie wybuchła epidemia tyfusu. W lutym 1942 roku zapadła decyzja o likwidacji obozu. Liczba ofiar stalagu 339 wynosi około 4000 osób.